# Francisca Redondo
Francisca Redondo Cubero (Las Pedroñeras, Cuenca, 18 de mayo de 1915-Tarrasa, Barcelona, 18 de septiembre de 2007) fue una activista y política española.

## Biografía
Nació en una familia numerosa que tenían alguna tierra de labranza. Fue poco a la escuela y de joven ya trabajaba en el campo, donde protestaba por la inferioridad salarial de las chicas. A los 16 años fue a servir a Madrid, donde pudo cumplir su deseo de aprender.
Durante la guerra civil española trabajó en un hospital y se relacionó con partidos de izquierdas. Se casó en 1941 y tuvo tres hijas. Su marido había sido torturado y encarcelado en 1939 y después fue vigilado por la policía durante unos años.
Por este motivo se trasladaron a Valencia y, en 1957, a Tarrasa. Vivieron realquilados hasta conseguir un piso en el barrio de la Maurina. Ya que el marido de la hermana de Francisca continuaba encarcelado en Burgos y condenado a pena de muerte, rápidamente se relacionó con núcleos políticos clandestinos.
Trabajó en el servicio doméstico, ponía inyecciones por el barrio e iba en época de la vendimia a Francia hasta que se compró una máquina de coser para dedicarse a la confección. El marido también hacía trabajos de la casa; ella había conseguido la corresponsabilización de los trabajos domésticos.
El barrio no tenía ni infraestructuras urbanas ni servicios. Las movilizaciones vecinales para conseguir el alumbrado público, la urbanización de las calles, los equipamientos escolares, los sanitarios, etcétera, tomaron cuerpo en los años sesenta y continuaron con mucha más intensidad en la década de los setenta. Ella formó parte muy activamente, impulsó la Asociación de Vecinos y vecinas, el movimiento de mujeres y el de la gente mayor hasta conseguir un casal en el barrio. Estaba profundamente convencida de la necesidad de luchar en colectividad y no le daba vergüenza dar su opinión al vecindario en medio de una plaza. Su autoridad era ampliamente reconocida, tanto en el movimiento vecinal como en el solidario con países empobrecidos, en el cual se implicó unos años más tarde, y entre las mujeres y la gente mayor.

## Homenajes
Una placa con su nombre la recuerda en el hogar del jubilado del barrio. La defunción de un regidor del PSUC le hizo aceptar la Concejalía de Sanidad del Ayuntamiento de Tarrasa de 1981 al 1983. El año 1993 el Casal de la Mujer, del cual fue miembro hasta que murió, en 2007, la homenajeó.